# Saint-Silvain-Bas-le-Roc
Saint-Silvain-Bas-le-Roc ist eine Gemeinde im Zentralmassiv in Frankreich. Sie gehört zur Region Nouvelle-Aquitaine, zum Département Creuse, zum Arrondissement Aubusson und zum Kanton Boussac. Sie grenzt im Norden an Boussac und Boussac-Bourg, im Nordosten an Leyrat, im Südosten an Lavaufranche, im Süden an Toulx-Sainte-Croix und im Westen an Malleret-Boussac.

## Bevölkerungsentwicklung
| Jahr      | 1962 | 1968 | 1975 | 1982 | 1990 | 1999 | 2008 | 2013 |
| --------- | ---- | ---- | ---- | ---- | ---- | ---- | ---- | ---- |
| Einwohner | 530  | 517  | 532  | 558  | 527  | 504  | 493  | 460  |